# Vermiceller

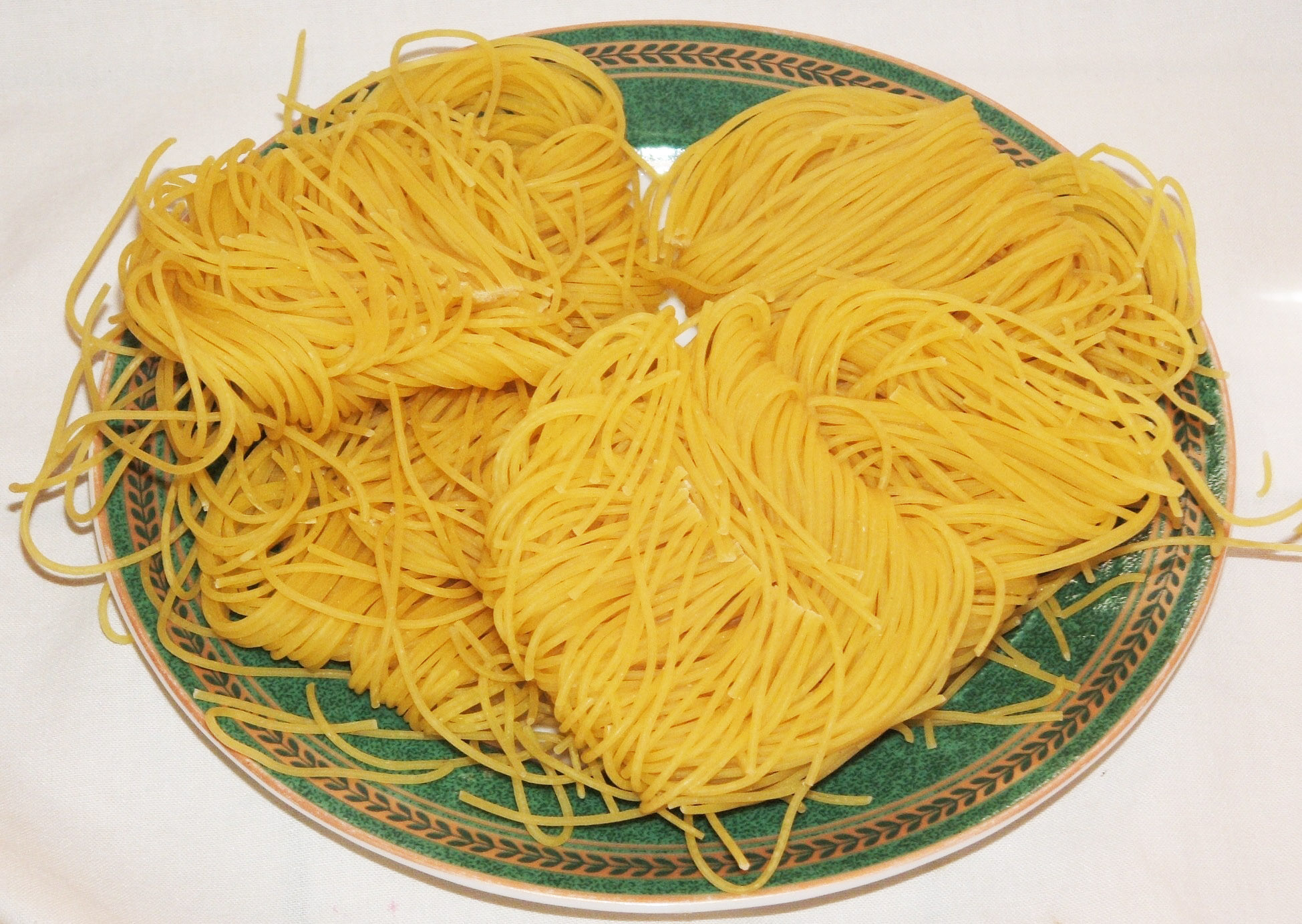
Vermiceller

Vermiceller (efter italienskans vermicelli, små maskar') är en slags lång rund, trådformig pasta med avvikande diameter från spaghetti. Den används ofta som tillbehör (ingrediens) i soppor.

### Fotnoter
1. 1 2  ”vermiceller”. www.ne.se. https://www.ne.se/uppslagsverk/encyklopedi/l%C3%A5ng/vermiceller. Läst 6 september 2019.
2. ↑  ”vermicelli | svenska.se”. https://svenska.se/tre/. Läst 6 september 2019.